# Frederic Charles Dreyer
L'amiral Frederic Charles Dreyer (né le 8 janvier 1878 à Parsonstown – mort le 11 décembre 1956 dans son domaine de Winchester (Royaume-Uni)) est un officier de la Royal Navy. Expert de l'artillerie, il met au point un système de conduite de tir moderne, et est flag captain auprès de l'amiral John Jellicoe à la Bataille du Jutland. Il prend sa retraite avec le grade d'amiral en 1943, ayant servi au cours de deux guerres malgré sa première retraite.

## Origines et années de jeunesse
Frederic Dreyer est le fils cadet d'un astronome d'origine danoise, John Louis Emil Dreyer, directeur de l'Observatoire d'Armagh. Formé à la Royal School d'Armagh, il s'engage en 1891 dans la Royal Navy et est admis au Britannia Royal Naval College.
À Dartmouth, Dreyer se classe 5e de sa promotion aux examens et est affecté comme aspirant à bord de l'HMS Anson (1893–1896) et du HMS Barfleur (1896–1897). Il obtient la meilleure note dans presque tous ses autres examens. Il passe les épreuves pour devenir lieutenant en second, lieutenant (juillet 1898, à bord du HMS Repulse) puis lieutenant d'artillerie. En 1900, il publie un manuel intitulé How to Get a First Class in Seamanship. Il se classe major parmi les trois lieutenants admis au cours spécial d'artillerie de marine et de torpilleur au Royal Naval College en 1901, et est affecté comme instructeur de l'école d'artillerie de Sheerness. Il sert comme commandant de batterie du croiseur HMS Scylla pour les manœuvres annuelles de l'été 1902, puis mis à disposition sur le croiseur protégé HMS Hawke pour un exercice de débarquement en Méditerranée (août–septembre 1902).

## L'Amirauté et la guerre
À son retour, et sur recommandation de l'amiral Wilson, Dreyer est promu commandant et nommé adjoint du directeur de l'Artillerie Navale (DNO), John Jellicoe. Vers la fin de l'année 1907, il assiste aux essais du correcteur de tir Argo de Pollen, à bord du croiseur HMS Ariadne. En 1909, il est nommé commandant de bord du HMS Vanguard, en cours d'armement à Barrow-in-Furness. En 1910, le vice-amiral Jellicoe l'appelle comme premier capitaine, d'abord du HMS Prince of Wales (le navire amiral de la Flotte de l'Atlantique) puis du HMS Hercules (navire amiral de la 2e Division of the Home Fleet).
Sur la recommandation de Jellicoe, Dreyer reçoit le commandement du croiseur éclaireur HMS Amphion en 1913, et est promu capitaine en juin. Dans l'année même, l’Amphion se classe premier aux exercices de tir, et premier de sa catégorie aux exercices de manœuvre. Au mois d'octobre 1913, il est nommé flag captain auprès du contre-amiral Robert Arbuthnot à bord du HMS Orion (vaisseau amiral de la deuxième escadre) jusqu'en 1915. À la demande de Jellicoe, désormais commandant-en-chef de la Grand Fleet, Dreyer est nommé flag captain du HMS Iron Duke, et s'illustre à ce commandement lors de la Bataille du Jutland en 1916.
Dreyer suit Jellicoe comme directeur-adjoint de la division anti-sous-marins à l'Amirauté. En mars 1917, il est nommé directeur de cette division, et forme une commission chargée de concevoir et de mettre en fabrication un nouveau type d'obus à perforation. Il est nommé directeur de l'Artillerie navale et des torpilles en 1918. Promu commandant au terme de l'armistice, il devient aide de camp de l'amiral Jellicoe pour sa mission navale aux Indes et dans les Dominions à bord du HMS New Zealand (1919-20).

## Le pupitre de tir Dreyer
La centralisation du contrôle de feu à bord des vaisseaux de guerre stimule les progrès en précision de l'artillerie. Les progrès rapides réalisés par la chimie des explosifs et la sidérurgie à la fin du XIXe siècle ont bouleversé les tactiques de combat naval. Les canons rayés d'un calibre sans cesse croissant, tirant des obus relativement plus légers que les anciens boulets, voient leur portée croître au point que le principal problème devient le pointage, en tenant compte du mouvement du navire. Ces canons ont une portée telle qu'ils ne sont limités que par la détection d'une cible : c'est pourquoi on augmente d'abord la hauteur des mâts. En l'espace d'une décennie, diverses techniques s'imposent, comme le recueil centralisé des points d'impact, le calcul rapide de l'allongement du tir, l'emploi de chronomètres pour estimer la vitesse relative des cibles, et celui de télémètres de grande ouverture. Pour tirer profit de toutes ces données, on reporte à la main les points d'impact sur une carte. La Royal Navy encourage les recherches d'automatisation, et deux groupes se signalent pour l'occasion : un opérateur privé dirigé par Arthur Pollen, et l'équipe de chercheurs de la Marine de Dreyer. Les deux camps s'efforcent de coupler un calculateur analogique à une table traçante reportant automatiquement les impacts et formant les tables de tir pour centraliser la commande des tourelles d'artillerie. La Royal Navy demande aux deux concurrents de concevoir un dispositif, convenant aussi bien pour les destroyers et croiseurs déjà en service, que pour ses nouveaux bâtiments. Mais le « pupitre Dreyer » (comme on l'appelle par la suite) ne s'impose finalement que sous sa version définitive dite Mark IV*.
Le contrôle de triangulation (grâce à un calculateur spécialisé dans les calculs trigonométriques) facilite le tir au combat, et les plus gros vaisseaux de la Royal Navy en sont équipés dès 1916. Ce poste de contrôle est placé très au-dessus du pont, afin que les opérateurs puissent avoir un contrôle visuel complet des tourelles d'artillerie. Il permet de coordonner le feu des tourelles, améliorant le pointage, cependant que les télémètre à grand champ donnent une meilleure estimation de la distance des bâtiments ennemis à l'instant du tir. Mais l'allongement des trajectoires des projectiles augmente par là-même le temps d'impact. Un système de conduite de tir se devait donc de prendre en compte plusieurs variables simultanément et effectuer des corrections plus sophistiquées qu'autrefois. À cet égard, le pupitre Dreyer comporte quelques lacunes, surtout lorsque les pièces sont « rhabillées » par leurs servants en modifiant leur comportement balistique, mais dans l'ensemble, il donne satisfaction. Il est remplacé sur les vaisseaux neufs par le pupitre de tir ''Admiralty'' à partir de 1927, mais continue d'équiper les anciens vaisseaux tout au long de la Deuxième guerre mondiale.
L'arbitrage entre les pupitres de tir Dreyer et Pollen est très disputé à l'époque. La Royal Navy s'est concentrée sur l'essai du pupitre de Pollen et le contrat est jugé très avantageux pour ce bureau d'études. Pollen remporte un prix de 30 000 £ de la Commission Royale des Inventions en 1925 pour le mécanisme de son chronomètre (Argo Clock), mis en service hors de tout contrat. Dreyer avait candidaté pour ce concours, mais on le déclasse compte tenu qu'il a déjà obtenu un prix de 5 000 £ en 1915.

## L'Entre-deux-guerres

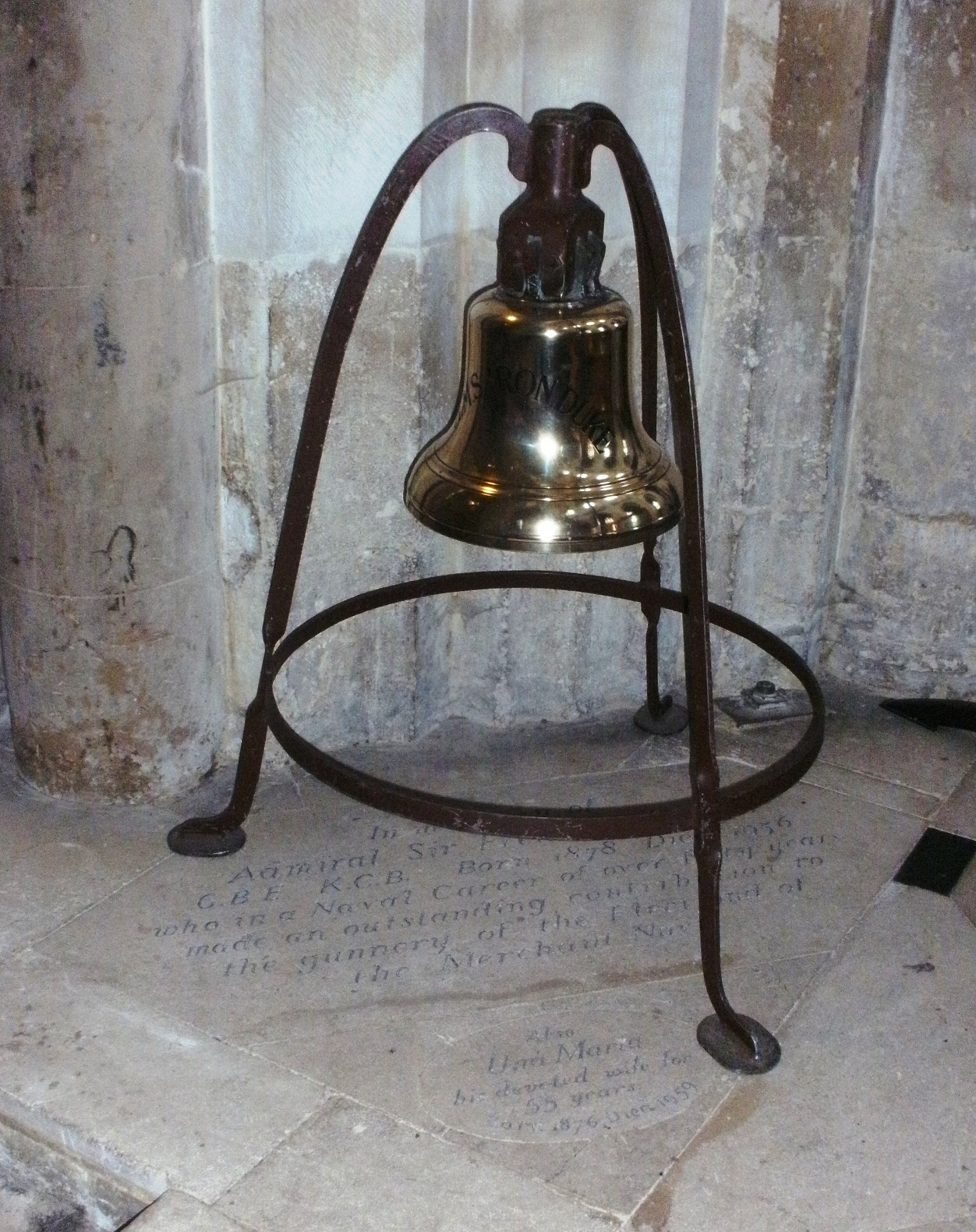
Cloche du HMS Iron Duke, donnée en offrande par Dreyer à la cathédrale de Winchester. La cloche recouvre une stèle à la mémoire de Dreyer et de sa femme.

Dreyer retrouve l'Amirauté comme Directeur de la Division de l'Artillerie (1920-1922). Il reprend la mer comme commandant du croiseur de bataille HMS Repulse encore une année, avant de servir comme aide-de-camp du roi George V. A la fin de l'année 1923, il est promu contre-amiral. En 1924, il est élevé au rang de Lord commissaire de l'Amirauté, avec charge de Chef Adjoint de l'Inspection navale : à ce poste, il crée l'Ecole de tactique de Portsmouth.
En 1927, Dreyer reprend la mer comme commandant de l'escadre des croiseurs de bataille, avec le HMS Hood pour navire amiral. En 1929, il est promu vice-amiral et l'année suivante, Chef délégué de l'Inspection navale,. Il avait jusque-là caressé l'espoir de recevoir le commandement de l'Atlantic Fleet après sa mission à l'Amirauté ; mais la disgrâce qui s'est abattue sur son service après la mutinerie d'Invergordon en 1931, compromet définitivement cette promotion.
En 1932, Dreyer est promu amiral et en 1933, commandant en chef de la China Station où il sert jusqu'en 1936. Il prend sa retraite en 1939, mais reprend néanmoins du service au début de la Deuxième guerre mondiale comme chef de convoi dans la Royal Naval Reserve. Il est conseiller pour les mesures de défense des côtes (Home Forces) en 1940, avant d'être nommé Inspecteur de l'armement de la Marine marchande (1941–1942). Il est ensuite nommé Chef des services de l'aéronavale (1942), avant une brève affectation en tant que chef adjoint de l'Equipement de l'aéronavale en 1943. Il laisse une autobiographie : The Sea Heritage: A Study in Maritime Warfare.

## Distinctions
En 1914, Dreyer est élevé au rang de Compagnon de l’Ordre du Bain à titre civil (CB) pour son service dans l'artillerie de marine. Après la Bataille du Jutland, il est admis Compagnon du même ordre à titre militaire pour son comportement au feu à bord de l’Iron Duke. Ses nombreuses missions à travers l'Empire lui valent le grade de Commander of the Order of the British Empire dès 1919. En 1932, il est élevé au rang de Chevalier Commandeur de l’Ordre du Bain et de Chevalier Grand-croix de l'Ordre de l'Empire britannique en 1936.

## Écrits
- How to Get a First Class in Seamanship. 1900
- (en) F.C. Dreyer, The Sea Heritage: A Study in Maritime Warfare, Museum Press, 1955